# کن فینی
کن فینی (انگلیسی: Ken Finney; ۱۰ مارس ۱۹۲۹ – ۷ ژوئیهٔ ۲۰۱۸) بازیکن فوتبال اهل بریتانیا بود.
از باشگاه‌هایی که در آن بازی کرده‌است می‌توان به باشگاه فوتبال استوک‌پورت کانتی، باشگاه فوتبال ترانمره راورز و باشگاه فوتبال آلترینچام اشاره کرد.